# Isla Orquídea (Canaima)
Isla Orquídea es el nombre que recibe una isla fluvial venezolana, que forma parte del Parque nacional Canaima y que administrativamente depende del Estado Bolívar al sureste de Venezuela. Se localiza en el sector occidental del referido parque, en las aguas del río Carrao en las coordenadas geográficas 06°03′31″N 62°38′27″O / 6.05861, -62.64083. En ella se encuentra un campamento turístico. 
Fue llamada Orquídea debido a la gran cantidad de flores de ese tipo que se encuentran en su superficie, existe un pequeño sendero ecológico que permite recorrerla. Para acceder a la isla es necesario hacerlo por via fluvial en Curiaras (botes nativos) partiendo del puerto Ucaima. Posee una superficie aproximada en 14,92 hectáreas o 149,214.56 m² con un perímetro de 1,89 kilómetros.